# Anvil
Denna artikel handlar om spelmotorn. För författaren, se Christopher Anvil. För musikgruppen, se Anvil (musikgrupp).
Anvil (gick under namnet Scimitar fram till 2008) är en spelmotor, skapad 2007 av speltillverkaren Ubisoft för användning på Windows, Playstation 3 och Xbox 360. 

## Lista över spel som använder sig av motorn

### Som Scimitar
- Assassin's Creed (2007)
- Prince of Persia (2008)
- Shaun White Snowboarding (2008)

### Som Anvil
- Assassin's Creed II (2009)[2]
- Assassin's Creed: Brotherhood (2010)

## Teknologi
Claude Langlais (Technical Director vid Ubisoft Montreal) säger att miljöerna skapats i 3ds Max och karaktärerna i ZBrush. Motorn använder Autodesks mellanprogramvara HumanIK för att positionera karaktärens händer och fötter när den renderar klättrings- eller knuff-animationer. Anvil har förbättrats inför Assassin's Creed II. De nya funktionerna inkluderar dagar och nätter, längre draw distance, vegetationsteknologin från Far Cry 2, förbättrad ljussättning, reflektioner, ett nytt klädsystem, och ny AI.